# أحمد هليل
أحمد محمد هليل هو وزير أوقاف الأردن السابق، يحمل دكتوراة في الشريعة الإسلامية وأستاذ سابق بالجامعة الأردنية. شغل منصب إمام الحضرة الهاشمية منذ سنة 1979 حتى سنة 2017،  كما شغل منصب وزير الأوقاف الأردني منذ يونيو 2001 حتى أبريل 2005.

## المناصب
إمام الحضرة الهاشمية، قاضي القضاة، وزير أوقاف، ريئس مجلس الإفتاء، مدير الوعظ والإرشاد، مساعد ثاني لوزير الأوقاف أم المصليين بحضور نحو 55 زعيم دولة خلال جنازة العاهل الأردني الملك حسين. ومسؤول عن عدة مناصب في البنوك الأردنية ومديراً لمركز ايتام.